# Marina Nikolajewna Snak
Marina Nikolajewna Snak (russisch Марина Николаевна Знак; * 17. Mai 1961 in Berlin) ist eine ehemalige sowjetische und belarussische Rudersportlerin. Sie nahm viermal an Olympischen Spielen teil und gewann 1996 eine Bronzemedaille. Am Beginn und am Ende ihrer Karriere gewann sie jeweils zwei Weltmeistertitel  in aufeinanderfolgenden Jahren.

## Sportliche Karriere
Snak gewann bei den Ruder-Weltmeisterschaften 1985 und 1986 den Titel mit dem sowjetischen Achter. Bei den Olympischen Spielen 1988 belegte sie mit dem sowjetischen Achter den vierten Platz. 1991 trat die sowjetische Mannschaft zum letzten Mal bei Weltmeisterschaften an, Marina Snak gewann mit dem Achter die Silbermedaille hinter den Kanadierinnen. Bei den gleichen Weltmeisterschaften startete Snak auch im Vierer mit Steuerfrau, erreichte aber nur das B-Finale und belegte den neunten Platz. 1992 startete sie bei den Olympischen Spielen in Barcelona im Vereinten Team für die Gemeinschaft Unabhängiger Staaten und erreichte mit dem Achter wie 1988 den vierten Platz.
Ab 1993 startete die 1,80 m große Ruderin von Dinamo Minsk für Belarus. Bei den Weltmeisterschaften 1993 belegte sie den siebten Platz im Vierer ohne Steuerfrau und den fünften Platz mit dem belarussischen Achter. In beiden Bootsklassen waren die Belarussinnen die bestplatzierte Mannschaft aus der ehemaligen Sowjetunion. 1994 erreichten beide Boote mit Marina Snak das A-Finale bei den Weltmeisterschaften in Indianapolis, der Vierer ohne Steuerfrau belegte den sechsten Platz, der Achter kam als fünftes Boot ins Ziel. 1995 startete Snak bei den Weltmeisterschaften in Tampere in drei Bootsklassen: sie gewann Bronze mit dem ungesteuerten Vierer, der Achter war zum dritten Mal in Folge Fünfter und im Zweier ohne Steuerfrau kam das belarussische Boot auf den 13. Platz. Bei ihrer dritten Olympiateilnahme 1996 in Atlanta gewann Marina Snak mit dem belarussischen Achter die Bronzemedaille hinter den Booten aus Rumänien und Kanada.
1997 trat Snak wieder in zwei Bootsklassen an, bei den Weltmeisterschaften belegte sie den achten Platz mit dem Zweier ohne Steuerfrau und den vierten Platz mit dem Achter. 1998 erreichte sie in zwei Bootsklassen das Finale bei den Weltmeisterschaften: dem vierten Platz im Vierer ohne Steuerfrau folgte der fünfte Platz mit dem Achter. Im Jahr darauf belegten die Belarussinnen im Achter den siebten Platz bei den Weltmeisterschaften, im Vierer gewannen Julija Bitschyk, Alena Mikulitsch, Wolha Schtscharbatschenja und Marina Snak den Titel. 2000 verteidigten Iryna Basyleuskaja, Natallja Helach, Wolha Schtscharbatschenja und Marina Snak den Titel bei den Weltmeisterschaften in den nichtolympischen Bootsklassen. Alle Vier ruderten bei den Olympischen Spielen 2000 im belarussischen Achter, der den vierten Platz belegte.